# Bjørnsholm (skib fra 1916)
 For alternative betydninger, se Bjørnsholm. (Se også artikler, som begynder med Bjørnsholm)
M/S Bjørnsholm er et skib der er bygget i 1916 i Holland. I 1974  blev det bygget om til en "spritrute" og sejlede frem til 1984 til Tyskland.
Skibet blev herefter ombygget og sejlede på Limfjorden som turistbåd fra 1987-1990.
I slutningen af  1990 købte Spar Shipping skibet, som nu bruges til  selskaber og fester primært på Øresund.
M/S Bjørnsholm kan medtage 170 passagerer. Skibet hører hjemme i Nyhavn i København.

## Anvendelse og navne
| Fra  | Til   | Navn       | Anvendelse                         |
| ---- | ----- | ---------- | ---------------------------------- |
| 1916 | 1925  | Corrie     | Fiskefartøj                        |
| 1925 | 1974  | Inger      | Fiskefartøj                        |
| 1974 | 1977  | Inger      | Smørbåd                            |
| 1977 | 1984  | Helmsand   | Smørbåd                            |
| 1984 | 1987  | Helmsand   | -                                  |
| 1987 | 1988  | Helmsand   | Charter- og tursejlads, Limfjorden |
| 1988 | 1991  | Bjørnsholm | Charter- og tursejlads, Limfjorden |
| 1991 | endnu | Bjørnsholm | Charter- og tursejlads, Øresund    |

## Teknisk information
- Byggeår: 1916
- Længde x Bredde: 30 m X 6 m
- Dødvægt: 244 t
- Kaldesignal: OXXM
- IMO: 5161158,
- MMSI: 219385000
- Registreret hastighed (Maks. / Gennemsnit): 10 / 8.8 knob
- BT: 169, BRT: 184,6, NT: 63, NRT: 135,65
- 1 stk. Mercedes-Benz diesel, 296 kW